# Cantone di Quijos
Il cantone di Quijos è un cantone dell'Ecuador che si trova nella provincia del Napo.
Il capoluogo del cantone è Baeza.